# Street Corner Society
Street Corner Society est une étude sociologique pratique et descriptive écrite par William Foote Whyte et publiée en 1943. C'était le premier livre de Whyte. Il a reçu peu d'attention lors de sa première publication. Mais dès sa réédition en 1955, il est devenu un best-seller ainsi qu'une étude universitaire de référence, qui a établi la réputation de Whyte comme un pionnier dans l'enquête par observation. 

## Description
L'ouvrage brosse un portrait très précis et vivant des bandes de jeunes immigrés italiens d'un quartier de Boston (Cornerville/North End) entre mars 1937 et l'été 1940. L'auteur y a vécu pendant plus de trois ans pour s'immerger dans le milieu étudié devenant même membre de plusieurs bandes. William Foote Whyte s'est impliqué dans la vie du quartier, participant aux différentes activités sociales (bowling, clubs). Ce quartier était alors jugé comme dangereux par les voisins. Certains Italiens y étaient suspectés d'être des alliés potentiels du régime fasciste de Benito Mussolini. 
Street Corner Society est divisé en deux parties, décrivant les différents groupes et communautés vivants dans le quartier (tels que les Paesani par exemple). La première partie s'étend sur les différentes bandes, l'histoire de leur formation et leur organisation interne. Whyte y fait la distinction entre deux groupes, les corner boys (qui vivent au coin de la rue et dans les magasins environnants) et les college boys, plus intéressés à recevoir une bonne éducation, espérant ainsi élever leur niveau social. La seconde partie du livre décrit les relations, le fonctionnement du racket ainsi que les structures sociales et la politique au sein du quartier.
Cet ouvrage est aussi l'occasion d'une réflexion méthodologique sur l'intérêt de l'observation participante et les modalités de son utilisation.

## Réception du livre
Le livre a d'abord été publié sous le nom de Street Corner Society: The Social Structure of an Italian Slum par les presses de l'Université de Chicago Press en 1943. Il a depuis été traduit dans au moins six langues différentes et plusieurs fois réédité.

Toutes les critiques n'ont pas été positives. Le livre n'était pas populaire dans le North End et la description de Whyte du quartier comme un "bidonville" a été remise en question. L'ancien conseiller municipal de Boston Frederick C. Langone, qui vivait dans le North End et connaissait Whyte personnellement, pense que Whyte a mal décrit le quartier :
Ce que son livre a fait à North End, c'est de faire croire que tout le monde faisait du racket.... En fait, c'était exactement l'inverse qui était vrai... Le Street Corner Society de William Whyte est un livre qu'il fallait lire dans chaque collège. Par conséquent, les étudiants ont eu une perception erronée du Nord et des habitants italo-américains.